# とも座パイ星
とも座π星は、とも座の恒星で3等星。

## 特徴
星団Collinder 135に属し、この星の周囲には5～6等星が複数見える。π星は星団の中で最も重いため、最初に超巨星に進化した。星団で明るい星々はB型主系列星であり、π星は1500万年前にはスペクトル型B0であったとされ、3000万年後には他の星もπ星のように進化すると推測される。
離角1分以上の伴星は、2.5太陽質量、スペクトル型B9.5で、少なくとも2万天文単位離れ、70万年以上の公転周期となる。